# 馬爾克利夫卡
50°53′41″N 24°23′54″E / 50.89472°N 24.39833°E
馬爾克利夫卡（烏克蘭語：Маркелівка），是烏克蘭西北部的村莊，隸屬沃倫州的沃洛德米爾區。該村面積150平方公里，海拔高度220米，2001年人口97，人口密度每平方公里0.65人。